# Guegué
Guegué (Gogué, Gegé), pleme istočnobrazilskih Indijanaca iz skupine Akroá, pordica Gé, koji su u 18. stoljeću živjeli susjedstvu jezično srodnih Sjevernih Akroa između 10°S širine i 46°W dužine.
Teritorij im se prostirao na području koje danas pripada državama Maranhão i Piauí. Skupina Akroá do Norte živjela je od njih nešto zapadnije, između 12° južne širine i 47° zapadne dužine, a R. Lowie navodi da su dijelili isti dijalekt.